# 仙女镇 (枝江市)
仙女镇，是中华人民共和国湖北省宜昌市枝江市下辖的一个乡镇级行政单位。

## 行政区划
仙女镇下辖以下地区：
老周场社区、金山村、桃花当村、金湖村、覃家坡村、仙女村、烟墩包村、屈家店村、九龙村、周场村、鲁港村、施店村、施家岗村、高峰桥村、桃店村、向巷村、五通庙村、石岭村、青狮村、横店村、赵家冲村、张家湾村和余家冲村。